# キャラ (コミュニケーション)
キャラとは、キャラクター（英: character、性格・人格）を省略した若者言葉で、コミュニケーションの場における振舞い方に関する類型的な役割を意味する。その具体的な役割に応じて、例えば「まじめキャラ」「バカキャラ」「へたれキャラ」「癒やしキャラ」のようにさまざまなものが存在する。
この用法の「キャラ」という語の発祥は定かではないが、1999年の『現代用語の基礎知識』や新聞記事での使用が確認されているため、その頃から日本の若者の間で浸透した表現だと考えられる（漫画・ゲームなどのキャラクターの省略形としての「キャラ」はそれより以前からの使用が確認されている）。
本項で説明している「キャラ」は、省略されることなく「キャラクター」といわれることもあり、実質的には和製英語といえる。もともと「キャラクター」という言葉には「物語の登場人物」という意味があるが、この意味での「物語」を「小さな共同体（コミュニティ）」と読み替え、「コミュニティ内での個人の位置（イメージ）」という意味で「キャラ／キャラクター」という言葉を使うような思考形式が生まれていったのだと考えられる。

## キャラによるコミュニケーション
現代の日本の若者の間では、「キャラ」と呼ばれる類型的役割に応じて振舞うというコミュニケーション作法が浸透しており、このような現象・状況はキャラ化・キャラ的コミュニケーション・キャラ的人間関係・キャラゲーム・キャラ戦争などと表現される。例えば学校ではクラスが似たような傾向を持った人が集まる細かいいくつかのグループに分かれる現象がみられるが、この細分化された各々の小集団の内部でさらに個人に対して「天然キャラ」「いじられキャラ」などの具体的な役割が割り振られていくことになる。グループ内における各自のキャラは自身の本来の性格というより普段行動をともにしているグループのリーダーやほかのメンバーといった他者からあるいは自然発生的に与えられることが多く、場の空気による圧力として本人の意図とは無関係に強制されることもある。酔った勢いで羽目を外して卑猥な発言をしたのがきっかけで「エロキャラ」扱いされるようになるというように、なんらかの具体的な事件をきっかけにキャラが設定されることもあれば、交遊を深めていく中でいつからともなく自然にキャラが確立されていくこともある。
個人に与えられる役割分担という意味では、人類は狩猟・採集などで生活していた時代から現代に至るまでずっと分業を行っていたともいえるが、社会学者の森真一によれば「キャラ」は（生活・仕事を成り立たせるためではなく）楽しくコミュニケーションを盛り上げるために割り当てられるという点が異なるという。法学者の白田秀彰の表現を借りれば、若者たちが演じるキャラ（仮想的キャラ）は、大人の世界で「上司」「教師」のように社会的な文脈によって与えられる規範（社会的キャラ）と違って社会的な要素が欠如しているといえる。
キャラ的コミュニケーションのほかに若者の間の人間関係に存在する暗黙の規範としては、摩擦を回避するために仲間内では上下関係をなるべくつけないという「対等性原則」がある。その意味で若者たちのキャラ化は、実際には存在している上下関係を、（例えば「いじりキャラ」と「いじられキャラ」のような形で）表面的にはフラットな関係に読み替えることによって隠蔽するという側面があるといえる。

### キャラと演技性
周囲から与えられるキャラに即した振る舞いをするという意味ではキャラ的なコミュニケーションは演技性を帯びたものであるといえる。もっとも、人間が日常生活をおくる上でも無意識に演技の切り替えを行っているということは以前から社会学者のアーヴィング・ゴッフマンが指摘していることである。
ただし、実際に若者を対象とした調査では必ずしも意識的にキャラを演じていると答える者が多数派ということではない。2009年から2010年に神奈川県の公立中学校の生徒2874名に対して実施されたアンケート調査では、「自分の気持ちと違っていても、人が求めるキャラを演じてしまう」という質問に対する肯定的な回答はほぼ1/3である。この調査を行った教育学者の本田由紀は、少数でない割合とはいえ6割以上はキャラをつくらずにコミュニケーションを行っていることになるため若者のキャラ演出という現象を過剰に重視すべきではないだろうと述べている。元お笑い芸人の研究者である瀬沼文彰による若者へのインタビュー調査でも、キャラを演じている意識があるのは58人中10人と少数であった。
キャラによるコミュニケーションといっても興ざめするほど演技性が見え透いてしまうのは嫌われる傾向もある。そのため、集団に対して行った瀬沼文彰のインタビュー調査では周囲の他者に配慮して演技していないと答えた者が多かったとも考えられる。演技性の無いニュートラルな状態は若者言葉で素（す）といわれるが、実際には「素という演技しない状態を演技している」あるいは「（キャラと素をはっきりと使い分けるというより）両者の配分のバランスを調整しながらコミュニケーションをとっている」という面があるともいえる。社会学者の太田省一によると、キャラをめぐる遊戯的なコミュニケーション（キャラゲーム）においてはキャラの演技を完遂できずに素が露呈することは織り込み済みであり、演技の破綻によって結果的に当人の素の人間性が確認されるという形で共同体への帰属意識が強化されるというような効果があるのだとしている。

### メリット・デメリット
キャラを演じることのメリットとして、実際の本人の性格がどうあれその場で設定されている単純なコードに合わせて振舞うことによって予定調和的なコミュニケーションを円滑化させ、またそれにより親密さを感じることができるという点がある。瀬沼文彰は、「ケチキャラ」「おやじキャラ」のような一見すればネガティブな属性であっても、それをキャラとして捉えてツッコミをいれて笑いに昇華することができるなど、互いが傷つかずにコミュニケーションがとれるという利点を指摘している。さらに別の側面としては、それが虚構的なキャラにずきないということを織り込み済みで演技的に振舞うことにより、「本当の自分」の存在が裏付けられる感覚を得ることもできる。
他方で、人間関係の流動性の低い学校空間では、特定のキャラを強制する同調圧力が暴走して（いじられキャラがいじめられキャラになるなど）いじめにつながるなどの弊害があるほか（後述）、キャラ的人間関係への適応の困難が引きこもりと関係しているといった指摘もある（後述）。また、楽しむことや衝突の回避を重視するキャラを介した人間関係は希薄で脆弱なものに過ぎないともいわれる。
哲学者の鷲田清一は、ディスコミュニケーション（コミュニケーション圏同士の断絶）の進む現代社会において「キャラ同士」ではなく「人同士」がコミュニケーションをとりあう場を用意するべきであるとし、キャラ的人間関係に対して否定的な見解を示している。評論家の宇野常寛も同様に現代社会における閉鎖的なトライブ間でのコミュニケーションの分断化を指摘しているが、キャラ的人間関係 については、人々はそれが顕在化した時代の是非について極端な反応をしがちであるとし、その長所と短所をふまえた上でコミュニケーションがすべてを決定する社会をうまく克服していくべきだと述べている。

## キャラとアイデンティティ
キャラによるコミュニケーションの特色は、その場に応じて演じられるキャラは切り替わりうるという部分にある。宇野常寛は、個人のコミュニケーションの結果に応じて漸次上書きされていくような（しばしばケータイ小説にみられる）現実世界でのアイデンティティのあり方を断片型キャラクター的実存と呼び、（ライトノベルなどでみられる）一貫した自己像を保ち続けようとする全人格型キャラクター的実存と対比している。同様に、評論家の荻上チキは、一貫した自己像にもとづいて成長していこうというアイデンティティ型自己モデルではなく、臨機応変に適応スタイルを選択するキャラ型自己モデルが現代社会には適していると整理している。荻上チキによれば、個人は趣味・所属する部活・職業・学歴など様々な要素と関係したキャラをあらかじめ複数ストックしており、その中から適当ないくつかを「仕事での打ち合わせ」「プライベートでの友人との交遊」といった文脈に応じて適宜呼び出してコミュニケーションを行うという「キャラ分けニーズ」が高まっているのだという。
社会学者の土井隆義は、キャラを自分自身の中のゆるぎない自己イメージとしての内キャラと、周囲の状況（場の空気）に適応する形で演技的に振舞う外キャラの2つにわけて論じている。それによれば、「大きな物語」「超越的な他者」といったものが消失して人生の拠り所とすべき価値観・理想像が不透明になった現代社会（ポストモダン）では、アイデンティティの不安を無効化するために決して相対化されることのない準拠点として内キャラが必要とされる一方、（全体に共有されるような「大きな空気」はすでに崩壊しているため）状況に応じて様々に異なる「場の空気」に対応する必要性があり、そのためには一貫性のあるアイデンティティは邪魔になるので外キャラを用意することになるのだという。つまり、外キャラは他者と向き合うため、内キャラは自己と向き合うためのものといえる。
キャラが所属集団といった文脈によって使い分けられるということと、前述したようにキャラが「コミュニケーションを楽しむ」ために用いられていることを考えると、キャラとは（「共同社会」に対する）「利益社会化」 を表しているともいえる。「共同社会」とは（古代の氏族社会のように）血縁・地縁により人々が全人格的に結合され、個人が所属する集団を自由に選択できない社会を意味し、それに対する「利益社会」は仕事の達成などによる利益の共有というような紐帯により人々が断片的に結び付けられ、個人が所属する集団を自由に選択可能で流動性の高い社会を意味する。つまり、キャラ的人間関係とは「楽しさ」「思い出作り」といったことを目的とした利益の共有による紐帯を結ぼうとする利益社会と考えることができるのである。
アーヴィング・ゴッフマンはアイデンティティを「社会的アイデンティティ」（社会的な地位に関する属性など）と「個人的アイデンティティ」（親しい間柄でのみ了解されうるもの）の2つに分けて論じているが、若者が演じるキャラは社会的文脈によって与えられるものではないということを考えれば、「個人的アイデンティティ」の方に相当することになる。他方で、土井隆義が内キャラと呼んだような自分らしさの信念としてのキャラには、社会的に認められる存在になりたいという願望もみられるといえる。
精神科医の斎藤環は、キャラの使い分けの現象を解離性同一性障害の患者における交代人格のようなものだと述べている。解離性同一性障害の発祥事例自体は、欧米と比較して日本では低いとされているが、斎藤はこれを「キャラ化することによって病理から逃れている」と解釈できると述べている。その一方で日本におけるキャラ文化が別の問題を引き起こすこともあるとして、引きこもりを挙げている。斎藤は、1990年代末に行った若者を対象としたインタビュー調査の際にそのメンタリティを「引きこもり系／原宿系（コミュニケーション能力は低いが自己イメージは安定している」と「自分探し系／渋谷系（コミュニケーション能力は高いが自己イメージが不安定）」に大別したが、自己イメージが不明確であるぶんキャラを自在に操るのは「自分探し系」の者が得意とするものであり、「引きこもり系」の者はキャラのコントロールをうまくできないと整理できる。キャラの使い分けと引きこもりとの関係については、森真一もキャラ的人間関係に特有の役割を演じて周囲に合わせる（空気を読む）ということに後ろめたさを感じることが優等生的な引きこもりにつながると述べている。
若者が演じるキャラは、批評家の東浩紀が提示した「データベース消費」「動物化」といったキーワードと関連付けて言及されることがある。東浩紀は、主に日本のライトノベル・美少女ゲームなどのオタク系文化でのメディアミックス・二次創作の興隆に注目しながら、その文化圏における様々な情報を集積した「データベース」から適当にいくつかの個別的な要素を組み合わせる形でキャラクターが生成され、それらの登場する作品自体を消費しているようでいて実際にはその背後にあるデータベース（の要素）が消費の対象になっていると論じ、さらにオタクがデータベースから取り出された記号的な要素に「萌え」という脊髄反射的な反応を示すように他者を媒介した欲望を失って自己完結的な欲求のみを求めるような傾向を動物化と呼んだ。東浩紀自身は、「キャラを演じる」と表現されるのが（本項で述べているような）擬似人格としてのキャラであり、「キャラを立てる」という語で表現されるのが要素の組み合わせによって生じる偽者のアイデンティティとしてのキャラだと整理しているが、白田秀彰によれば若者が演じる社会的な文脈に依拠しない「仮想的キャラ」も、このデータベース消費論でいわれているように漫画・アニメなどのサブカルチャーにおいて蓄積されたキャラクター類型を参考にしそこから適当なものを呼び出すような形で生成されているという。社会学者の鈴木謙介は、その場で演じるキャラを決めるために対人関係のデータベースを参照しているという意味では、キャラの使い分けも（「対人関係への嗜癖」ではなく）データベースと自己を往復するだけの「自己への嗜癖」であると述べている。他方で太田省一は、他者との関係を伴わない個人的な欲求しか持たないという意味で、動物化した主体はキャラゲームからの離脱者であると述べている。ただし、彼らが好むコンテンツを消費する中では、個人的な範囲でキャラの操作や構築が行われており、キャラゲームが他者との媒介を含むレベルではなく個人のレベルに変化したともいえるという。

## キャラとキャラクター
漫画評論家の伊藤剛は、漫画・アニメなどの物語（虚構）の登場人物という意味でのキャラクターを論じる際に、「キャラクター」と「キャラ」を区別することを提唱した。具体的には、物語の中で独自の個性・存在感を持って描かれるものを「キャラクター」とし、単純な線画で描かれ異なる文脈への越境可能性を持った（例えば二次創作を通じて別の環境へ移植されても同一性を失わない）ものを「キャラ」と呼んでいる。対人関係用の仮想人格としてのキャラについて論じられるときも、この伊藤のキャラクター論と結びつけて言及されることがある。
斎藤環は、スクールカーストものに数えられる小説『りはめより100倍恐ろしい』の解説において、作中に登場する様々な（本項で解説している意味での）「○○キャラ」の中に伊藤剛がいう意味での「キャラ」と「キャラクター」の両方が存在することを指摘している。具体的には、作中において「いじり」 の対象が流動的に入れ替わる描写を考えれば「いじられキャラ」は「キャラ」であり、隠蔽していた元オタクであるという過去が知られたとたんに対等な人間関係から疎外されるという描写を考えれば「オタクキャラ」は「キャラクター」である、というようになる。
評論家の海老原豊は、「キャラ」と「キャラクター」の成立順序に注目している。虚構の人物についてのキャラクター論では成立順序が「キャラ」→「キャラクター」となる（まず線画としてのキャラが描かれ、それが作品の完結とともに独自性を与えられる）が、若者のキャラ論においては成立順序が「キャラクター」→「キャラ」になる（まず生身の身体としての「キャラクター」があり、そこからのずれとして「キャラ」が割りあたられる）のだという。
土井隆義は、例えば着せ替え人形のリカちゃんが（本来与えられていた家庭環境などの設定＝物語を忘却して）ミッキーマウスなどの別のキャラクターを演じるようになった（キャラクターのキャラ化の進行）ことは、現代人が「大きな物語」 を失い周囲の状況に即して臨機応変に外キャラを演じるようになったことを暗示しているように思えると述べている。

## キャラによるコミュニケーションがみられる空間
キャラを用いたコミュニケーションが顕著に現れている空間として学校（の教室）がある。教室内で各生徒に割り振られるキャラは、そこでの人気の序列を表すスクールカーストに如実に影響を及ぼし、印象の悪いキャラを与えられることはカーストの最底辺へ押し込まれること、さらにはいじめ（場合によってはネットいじめ）の対象となる危険性をも意味することになる。また、教室内で設定されるキャラがしばしば固定的であることは、スクールカーストの固定性とも関係している。教室内で様々なキャラが発生する背景には、携帯電話やパソコンによるインターネット環境の普及があり、オンライン上でのコミュニケーションはオフラインでの人間関係にも影響を与えている。
アイドルやお笑い芸人らが出演するテレビのバラエティ番組・お笑い番組・トーク番組も、キャラの確立が重要視される空間である。ジャニーズ事務所所属の男性アイドルからAKB48などの女性アイドルグループまでアイドルの分野でも、（容姿・スタイルや歌唱力・演技力といったスキルの巧拙よりもむしろ）「キャラ」の確立の成否が人気を維持する上で重大な要素となっている。特に、なんらかの架空の星からやってきた、というような現実離れしたキャラ設定をアイドルが用いる手法は1990年代からのアイドル声優のブームから定着したものである。また、若者のコミュニケーション作法自体が、お笑い芸人のそれを模倣している面があり、ゼロ年代以降のお笑い芸人・ひな壇芸人の競争においては「いかにユニークなキャラを立てるか」ということが名前を売る上で重要視されている。お笑い（特に漫才）の作法としては、「フリ→ボケ（→ツッコミ）」という笑いを生み出すための定式化された一連のやりとりがあるが、キャラという観点からみれば「フリ」の側は相手のキャラを把握した上でそれを生かせるようなボケに接続するきっかけを与える役目のことであり、「ツッコミ」はボケのキャラの演技を崩したり、演じれきれずに素を露呈してしまったときにそのこと自体を笑いにして軌道修正するという役目も帯びていることになる。また、キャラ設定自体が一種の「フリ」になっていると解釈することも可能であり、例えば「遅刻キャラ」であればそのキャラ設定自体が一種の「フリ」であって、彼または彼女が実際に遅刻をすれば「やっぱり遅刻した」という形でパターン化された笑いが生まれることになり、さらに仮に遅刻をしなかったとしても図式からの意外なズレという意味でそれが笑いに転化する可能性がある。
インターネット空間（ブログ・チャット・電子メールなど）でも現実の人格とは必ずしも一致しない仮想人格（キャラ）によるコミュニケーションが行われている面が強く、性別を偽って振舞う「ネカマ／ネナベ」の存在や自己の分身としてのキャラクターを意味するアバターはその象徴であるといえる。荻上チキも、インターネット技術の発展は前述の「キャラ分けニーズ」を補助するものであるとしており、さらに若者が自身のキャラを調整・プロデュースする上で重要な役割を果たしているものとして携帯電話を挙げている。例えばストラップをつけたりラインストーン・シールなどで装飾を施したり することは（工業製品として大量生産された）携帯電話に個性を持たせて自身のキャラをアピールする意味があり、プロフ・顔ちぇき!といったモバイルサイトを駆使して自分自身が演出したいキャラの設定を明確にすることもできる。女児向けアニメ『ふたりはプリキュア』でヒロインの少女が変身するためのキーアイテムとして携帯電話を模したキャラクターが採用されていることはその象徴といえる。
これら以外にも、キャラによるコミュニケーションは合同コンパの場 や家庭・会社など大人世代にも広く浸透している。
漫画・アニメなどの創作物の中にも、現実世界でのキャラ的人間関係を反映した描写がみられることがある。スクールカーストものといわれる一連の作品群においてスクールカーストと関連してキャラの確立をめぐる駆け引きが描かれているほか、少女漫画の『しゅごキャラ!』や（前述のプリキュアシリーズのひとつである）『ハートキャッチプリキュア!』において「キャラチェンジ」というコンセプトが打ち出されている。

## 類似する概念
ペルソナ
他者とのコミュニケーションのために使い分けられるインターフェイスという意味で、ユング心理学でいうペルソナとキャラは類似した概念であるといえる。しかし斎藤環によると、欧米型のペルソナモデルでは背後に「欠如した単一の主体」が想定されその欠如ゆえに複数のペルソナを所有することになるが（主体とペルソナの関係は「一対多」となる）、日本型のキャラモデル の場合はキャラは単一の主体を持つものではなく、主体の複数性を背景として持ち各々の主体がその人格を得るための生成的な記号として機能している（主体とキャラの関係が「多対多」となる）という点が異なると指摘している。
分人
作家の平野啓一郎の概念。相手に応じて見せる様々な人格のこと。
仮面
古代から祭や儀式で用いられる仮面は、遊戯的になにかを演じるツールという意味ではキャラと類似したものであるといえる。しかし、思想家のロジェ・カイヨワによる遊びの4要素である「競争」「偶然」「模擬」「眩暈」 を軸に比較すると、仮面は「模擬」と「眩暈」を結合するものであるのに対し、キャラゲームでは「模擬」の要素はあっても「眩暈」の要素が無いといえる。すなわち、仮面をつけることは他者を演じることによって（眩暈を起こすほどの陶酔を伴うような）「自我の忘却」の状態を得ることになるが、キャラは他者を演じるのではなく自分自身を演じるという面があるため、「眩暈」の要素は欠けているのである。
系
若者言葉で、前述したような同じ傾向を持った人たちからなるグループを「～系」という。まず教室空間が（オタク系・ギャル系といったように）「～系」という形でいくつかのグループに分断し、さらにそのグループの中で「～キャラ」が与えられるという構造になる。ただし、この言葉の用法には揺らぎがあり、実際には「～系」が「～キャラ」とほぼ同じ意味で使用されることもある。
「～系」という若者言葉の興隆の前には（竹の子族・クリスタル族のような）「～族」という言葉が乱造されていたが、社会学者の難波功士は「社会がある若者集団に対して与えた呼称」から「若者同士が自他の若者集団に与えた呼称」への変化と捉えており、これはキャラ世代の心性とも符合するものといえる。

## 関連用語・表現
キャラリング
前述したようにその場その場に応じてキャラを使い分けること。
キャラがかぶる
「かぶる」とは、若者言葉で重複することを意味し、「キャラがかぶる」とはグループ内に同一の（あるいは類似した）キャラの者が複数存在することをいう（キャラかぶりということもある）。キャラの重複は当事者間での競争を招いて敗者がそのグループから排斥される可能性もあり、タブーとされる。
これはテレビ番組でのキャスティングのときから日常生活まで広く使用される表現で、鷲田清一は一般の視聴者が番組を制作するディレクターのような視点を持ち始めたのだと述べている。さらに、「自分の居場所が無い」「自分の居場所を探す」というような言い回しをするときの「居場所」とは、キャラがかぶっていない場所なのかもしれないとしている
実際に瀬沼文彰が若者に対して行ったアンケート調査では過半数が「キャラがかぶっても抵抗は無い」と答えている。ただし、そもそもグループ内ではキャラがかぶらないように発生していくものであって実際にキャラがかぶることは少ない（キャラがかぶったことを経験している人が少ない）から、「抵抗がある」と答える人も少なかったとも考えられる。
キャラが薄い／濃い
キャラが薄いとは、存在感がない（キャラが十分に確立されていない）こと。キャラが濃いはその逆で、前述の（同一グループ内における）「キャラかぶり」が発生した際にはかぶった相手よりも濃いキャラになるという対処法が考えられる。
キャラチェンジ
一度設定されたキャラを変更すること。学校内でのキャラ設定は固定性が強いため「いじられキャラ」「いじめられキャラ」などに設定されてしまった場合の挽回は難しいとされる。スクールカーストものといわれる物語群の中でいえば、木堂椎の『りはめより100倍恐ろしい』では中学時代に「いじられキャラ」だった少年が高校でキャラを変更して人気者になろうとするさまが描かれ、白岩玄の『野ブタ。をプロデュース』ではいじめを受けている状態の少年（テレビドラマ版では少女）を、別の少年が（深刻ないじめとの対象にはならない範囲での）「いじめられキャラ(いじられキャラ)」としてプロデュースし直そうとするところから物語がスタートする。さらに省略してキャラチェンあるいはキャラ替えとも。
自己啓発の一環としてネガティヴなキャラからポジティブなキャラへ変更することが推奨されることもある。
キャラ立ち
「キャラが立つ」とは個性が際立っているという意味で若者の間では肯定的に使われている。テレビ番組の製作業界で使われていた専門用語に由来し、特に演技として意図的に構築された性格ではなく、素のままの性格というニュアンスがある。
2007年9月の自由民主党総裁選挙でも麻生太郎が自分自身について「キャラが立っている」という表現を使用している。
他者から見た自分らしさを確立するという意味で「キャラを立てる」という表現をすることもある。
陽キャラ・陰キャラ・中キャラ
陽気な性格の人を「陽キャラ」と呼び、陰気な性格の人を「陰キャラ」と呼び、それの中間的な人を「中キャラ」と言う。それぞれ「陽キャ」「陰キャ」「中キャ」と略すことがある。スクールカーストでは、基本的に陽キャラが上位に属し、陰キャラが下位に属すとされる。スクールカーストを気にしすぎるのは陰キャラとも言われる。陰キャは、引っ込み思案で内気な性格の人を意味する。陽キャは性格が明るく、人づきあいが得意である。ポジティブで人見知りをせず、流行やおしゃれにも気をつかえる人が多いのも特徴である。

1980年代から1990年代半ば頃に使われていたネアカ・ネクラに近い言葉である。